# Sentence of Death
Sentence of Death es el primer lanzamiento del grupo alemán de thrash metal Destruction. Este EP es considerado una fuerte influencia de lo que más tarde sería llamado black metal, debido a la temática satánica de sus temas y al sonido crudo que muestra.

## Canciones
1. "Intro" - 1:14
2. "Total Desaster" - 4:06
3. "Black Mass" - 4:00
4. "Mad Butcher" - 3:31
5. "Satan's Vengeance" - 3:16
6. "Devil's Soldiers" - 3:26

## Créditos
- Marcel "Schmier" Schirmer - Voz, bajo
- Mike Sifringer - Guitarra
- Thomas "Tommy" Sandmann  - Batería